# Жандарм Європи
Жандарм Європи (фр. Gendarme de l'Europe) — стале визначення статусу і політики окремих держав та державних діячів у XIX сторіччі. Найчастіше застосовується щодо Російської імперії та її правителя Миколи I.

## Історія

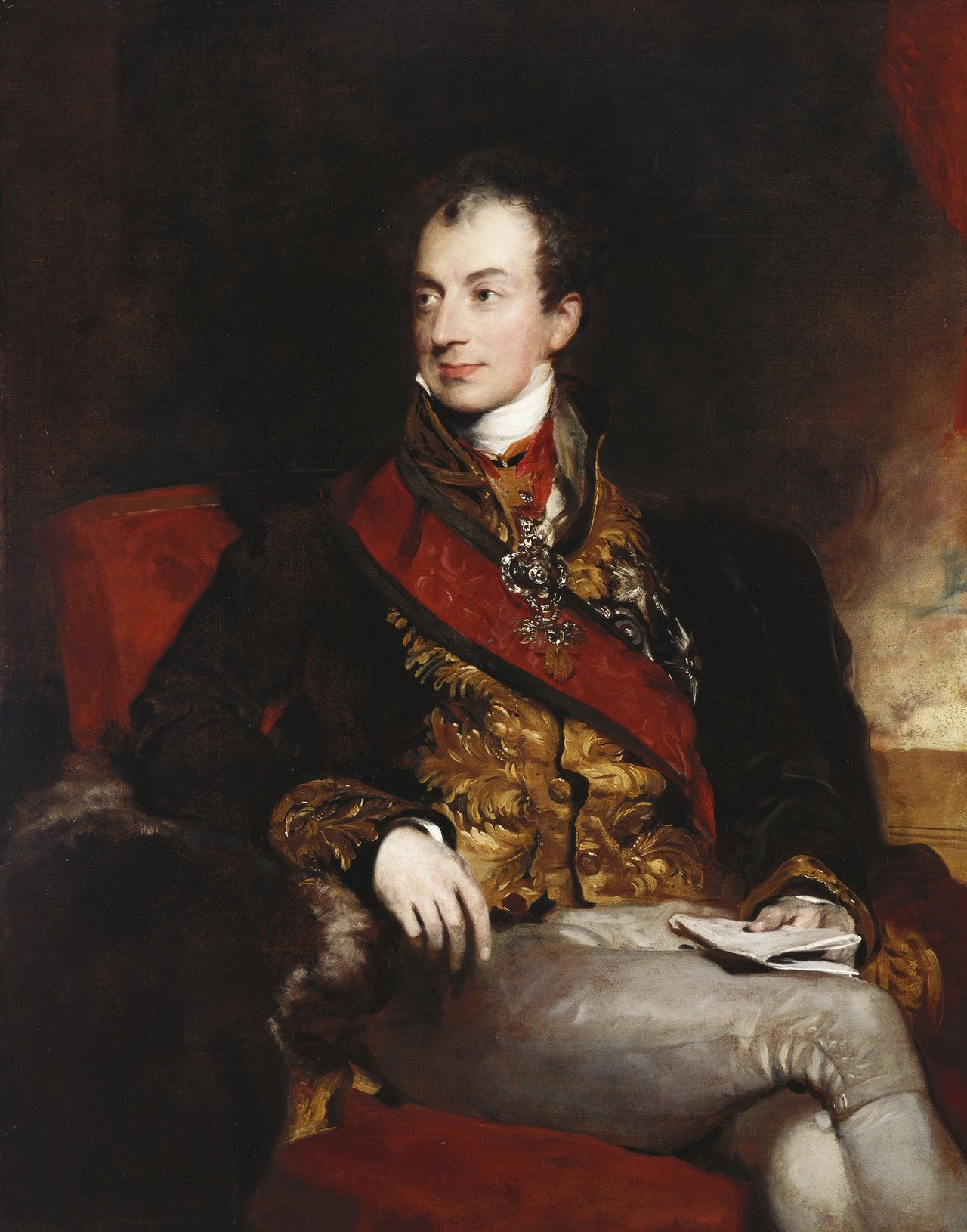
Клемент Меттерніх, автор терміна

Поява концепції «жандарма Європи» пов'язана з врегулюванням відносин між європейськими державами на Віденському конгресі (1815) і появою «Священного союзу», що ставив собі за мету підтримання ладу і спокою на континенті. Керівник австрійського уряду Клемент Меттерніх, який був одним з ініціаторів утворення цього політичного об'єднання, порівнював його завдання з функціями поліції всередині окремих держав.

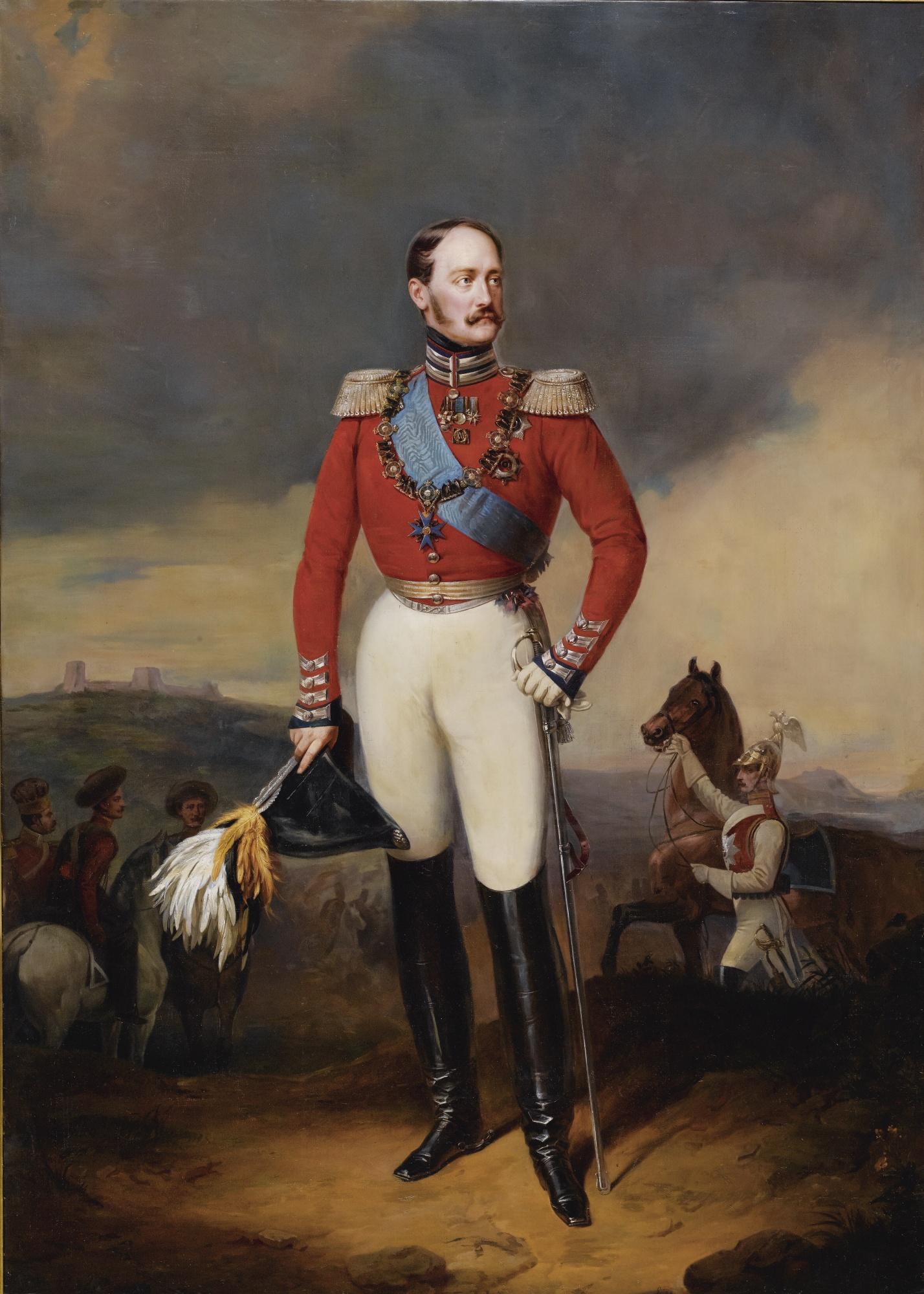
Микола I, найвідоміший «жандарм Європи»

Рішення Троппауського та Лайбаського конгресів, за якими лідери «Священного союзу» визнали за собою право втручатися у справи будь-якої європейської держави для відновлення їхнього устрою, зміненого революціями або державними переворотами, цілком відповідало цій концепції. І Меттерніх навіть називав себе «головним міністром поліції в Європі». Проте вже невдовзі він дійшов висновку, що провідна роль в придушенні революцій має належати Росії. Меттерніх тим самим не лише визнавав тодішню міць Росії, але й сподівався, що вона буде змушена взяти на себе певні зобов'язання, які обмежать її можливості діяти лише у власних інтересах. Переконуючи Олександра I, австрійський канцлер і вжив вислів «жандарм цивілізованої Європи».
Зміст перемовин з російським царем став відомий лише у 40-і роки завдяки спогадам французького прем'єра Жана-Батиста Віллеля. На той час російським імператором був вже Микола I. Але його політика, зокрема придушення повстання декабристів у Петербурзі та в Україні, польського повстання 1830—1831 років, угорської революції 1848—1849 років, цілком підпадала під визначення «жандармської» і сприяла швидкій популяризації терміна та закріпленню його саме за цим правителем Росії й Росією загалом— зокрема й у власне російському вжитку. Астольф де Кюстін, який оприлюднив у 1843 році власну розповідь про мандрівку до Росії, дав Миколі I схоже визначення — «тюремник третини земної кулі».
Поразка в Кримській війні позбавила Росією статусу «вершителя доль континенту», і наступники Миколи I — Олександр II та Олександр III сприймали визначення «жандарм Європи» щодо Росії як непритаманне їй і нав'язане ззовні. Натомість цей термін у цей період почали застосовувати і щодо інших «великих держав», зокрема Британії Австрії, Франції, Пруссії і навіть Бельгії. Але термін, пов'язаний в громадській свідомості насамперед з Росією, не прижився і був витіснений нейтральнішим визначенням «міжнародний (або світовий) поліцейський».
Словосполучення «жандарм Європи» залишилося в літературі як анахронізм XIX сторіччя і в цьому сенсі застосовується й досі як щодо Миколи I і тогочасної Росії, так і щодо його автора — Клемента Меттерніха. Термін вживається також в переносному сенсі — як опис політики, успадкованої з часів миколаївської Росії або ж схожої на неї.